# 1129

## Události
- založen cisterciácký klášter Rein
- založen anglický cisterciácký klášter Wawerley

## Narození
- ? – Alžběta ze Schönau, německá řeholnice a mystička († 18. června 1165)
- ? – Jindřich Lev, vévoda saský a bavorský († 6. srpna 1195)

## Úmrtí
- 24. července – Širakawa, 72. japonský císař (* 1053)
- ? – Jaroslav Svjatoslavič, muromský a černigovský kníže (* 1071)

## Hlavy států
- České knížectví – Soběslav I.
- Svatá říše římská – Lothar III.
- Papež – Honorius II.
- Anglické království – Jindřich I. Anglický
- Francouzské království – Ludvík VI. Francouzský
- Polské knížectví – Boleslav III. Křivoústý
- Uherské království – Štěpán II. Uherský
- Kastilské království – Alfonso VII. Císař
- Byzantská říše – Jan II. Komnenos